# أنور بولوت
أنور بولوت (16 أبريل 1994 بفردول في ألمانيا - ) هو لاعب كرة قدم تركي وألماني في مركز الوسط. شارك مع منتخب تركيا تحت 19 سنة لكرة القدم. أما مع النوادي، فقد لعب مع نادي بوخوم ونادي فرايبورغ وVfL Bochum II ‏.

## وصلات خارجية
- أنور بولوت على موقع الاتحاد الأوربي (الإنجليزية)
- أنور بولوت على موقع اتحاد تركيا (لاعب) (الإنجليزية)
- أنور بولوت على موقع قاعدة بيانات كرة القدم.إي يو (الإنجليزية)
- أنور بولوت على موقع بيانات كرة القدم. دي إي (الألمانية)
- أنور بولوت على موقع ناشيونال فوتبول تيمز (الإنجليزية)
- أنور بولوت على موقع Soccerway.com (الإنجليزية)
- أنور بولوت على موقع عالم كرة القدم.نت (الإنجليزية)
- أنور بولوت على موقع AS.com (الإسبانية)